# Andrea Trabucco
Andrea Trabucco (Benevento, ante 1715 – post 1743) è stato un religioso, poeta e avvocato italiano.

## Biografia
La vita di don Andrea Trabucco, canonico (talvolta definito abate), "professor delle leggi" e "accademico ravvivato" di Benevento, non ci è nota nei particolari. Lo troviamo attestato già nel 1715 attraverso un epitalamio composto in occasione delle nozze di un patrizio beneventano, D. Ottavio de Nicastro. Nel frattempo si afferma come librettista d'opera, lavorando sia a Napoli che a Milano, riuscendo anche a far rappresentare sue opere al teatro San Carlo. Almeno dal 1730 è membro dell'arcadia romana, con lo pseudonimo di Albiro Mirtunziano.
In questi anni presta la sua attività di scrittore alle trame della famiglia Corsini per screditare il cardinale Niccolò Coscia, segretario particolare di papa Benedetto XIII. Suo è un libello anonimo che accusa il Cardinale, del quale ammette poi la paternità in preda al rimorso in un altro scritto in cui confessa "a quali mezzi erano ricorsi i nemici del Cardinale per denigrarlo e demolirlo".
Nel 1742 lo troviamo tra i comprimari del piccolo scandalo napoletano che circondò le nozze segrete del marchese fiorentino Don Antonio Montalvo Ramirez, parente degli Strozzi andato a stare a Napoli, con la cantante del San Carlo Gaspara Pallerini della quale si era follemente invaghito contro ogni opposizione della famiglia. Il Trabucco, che aveva cooperato a coprire i due amanti fuggiaschi, fu sfrattato dal regno il 5 gennaio 1743 e a nulla valsero le molte suppliche che fece.

## Opere
- Epitalamio per le nozze di D. Ottavio De Nicastro con D.na Teresa Merenda Sersale, Benevento 1715.
- La pace fra Seleuco e Tolomeo, (libretto) Milano 1722.
- Il pentimento di Davidde, (libretto) Roma 1722.
- Alceste in Ebuda, (libretto), Napoli 1741.
- Olimpia, (libretto), Napoli 1768.